# Quarenta Anos Depois
Quarenta Anos Depois é uma telenovela brasileira produzida e exibida pela RecordTV entre 15 de dezembro de 1971 e 5 de março de 1972, em 71 capítulos, às 20h, substituindo Os Deuses Estão Mortos e sendo substituída por O Tempo Não Apaga. Escrita por Lauro César Muniz, sob direção de Marlos Andreucci e direção geral de Waldemar de Moraes. Foi uma continuação de Os Deuses Estão Mortos, contando a história dos netos dos protagonistas.
Conta com Fúlvio Stefanini, Nathalia Timberg, Márcia Maria, Kadu Moliterno, Ademir Rocha, Paulo Goulart, Rolando Boldrin e Mauro Mendonça nos papéis principais.

## Produção
Em 1971 Os Deuses Estão Mortos fez um estrondoso sucesso, chegando a liderar a audiência, o que levou Lauro César Muniz a propor para a Record uma continuação, contando a história dos descendentes dos protagonistas. Fúlvio Stefanini e Márcia Maria foram convocados para interpretaram os protagonistas novamente, desta vez como irmãos, além de repetirem os personagens de Os Deuses Estão Mortos mais velhos, com uma caracterização de 60 anos, uma proposta inédita e ousada para a época.
O êxito de público, no entanto, não se repetia nos bastidores, já que Lauro César teve diversos conflitos com a direção da Record, desde por questões de encaminhamento da história e atraso nos textos, até reclamações de outros autores da emissora que queriam para suas novelas alguns atores que estavam "presos" nas duas novelas de Lauro há 1 ano. Como consequência, a novela programada para 150 capítulos, saiu do ar com 71. Se sentindo desprestigiado, Lauro deixou a Record e assinou com a Rede Globo.

## Enredo
Em 1929, após de 40 anos da Proclamação da República, Leonardo e Verdiana, agora com 60 anos, prosperaram com uma tecelagem em São Paulo durante a industrialização do Brasil. O filho único deles, Salvador, se tornou um homem arrogante e cruel, que reprime a esposa Mariana, enquanto assedia a secretária Isaura, além de viver em conflito com os filhos, Léo e Nâna, e com o sindicalista Santiago na fábrica, pela exploração que faz com os operários. Léo é apaixonado por Cândida, uma líder sindical 10 anos mais velha, que luta pelos direitos trabalhistas na tecelagem e pelo direito de voto das mulheres na política.
Já Nâna é uma moça frágil, que se encanta pelo pobre operário Bruno, mesmo estando noiva do rico Flávio, que não quer perdê-la. Quem interfere nos dois romances é o bisavô, o Barão Leôncio, um homem de 85 anos, que nunca aceitou o fim do ciclo do café e a perda de prestígio da nobreza, acreditando que os bisnetos devem manter o tradicionalismo das famílias quatrocentonas. A história ainda acompanha a velhice do Padre Antenor e da professora Inês e as dificuldades dos descendentes da família Reginato.

## Elenco
| Ator/Atriz              | Personagem                   |
| ----------------------- | ---------------------------- |
| Fúlvio Stefanini        | Leonardo Maris (Léo)         |
| Fúlvio Stefanini        | Leonardo Lobo Ferraz         |
| Nathalia Timberg        | Cândida Molinari             |
| Márcia Maria            | Veridiana Maris (Nâna)       |
| Márcia Maria            | Veridiana Almeida Santos     |
| Ademir Rocha            | Bruno Di Fraga               |
| Paulo Goulart           | Santiago Fontana             |
| Rolando Boldrin         | Barão Leôncio Almeida Santos |
| Mauro Mendonça          | Salvador Almeida Lobo        |
| Carminha Brandão        | Mariana Maris Almeida Lobo   |
| Célia Helena            | Isaura Candeia               |
| Wilma de Aguiar         | Hortência Di Fraga           |
| Lafayette Galvão        | Reginaldo Di Fraga           |
| Sérgio Mamberti         | Padre Antenor                |
| Roberto Bolant          | Leonel                       |
| Célia Olga              | Ana Maria Reginato           |
| Edy Cerri               | Profª. Inês                  |
| Vera Lúcia              | Mabel                        |
| Adriano Stuart          | Querino                      |
| Henrique César          | Clóvis                       |
| Tereza Teller           | Verinha                      |
| Wilma Chandler          | Terezinha                    |
| David Neto              |                              |
| Carlos Augusto Strazzer |                              |

### Participações especiais
| Ator/Atriz   | Personagem            |
| ------------ | --------------------- |
| Newton Prado | Dr. Diogo Lobo Ferraz |